# Tyskbaltere
Tyskbaltere (tysk: Deutsch-Balten, eller Baltendeutsche) var et tysk mindretal af indbyggere på Østersøens østkyst, som i dag udgøres af landene Estland og Letland. Tyskbalterne udgjorde aldrig mere end 10 procent af det samlede indbyggertal i området. De udgjorde den sociale, økonomiske, politiske og kulturelle elite i området i adskillige århundreder. Nogle af dem havde høje stillinger i både militæret og det civile liv i det Russiske Kejserrige, i særdeleshed i Sankt Petersborg.
I 1881 var der cirka 46.700 tyskere i det område som i dag udgør Estland, hvilket var cirka 5,3 procent af befolkningen. Antallet af tyskere i Estland efter 1. verdenskrig var faldet til 18.300 i 1922, hvilket var cirka 1,7 procent af befolkningen. Ifølge den russiske folketælling fra 1897 var der 120.191 tyskere i det område som i dag udgør Letland, hvilket var cirka 6,2 procent af befolkningen.